# Frankendamm 1 (Stralsund)

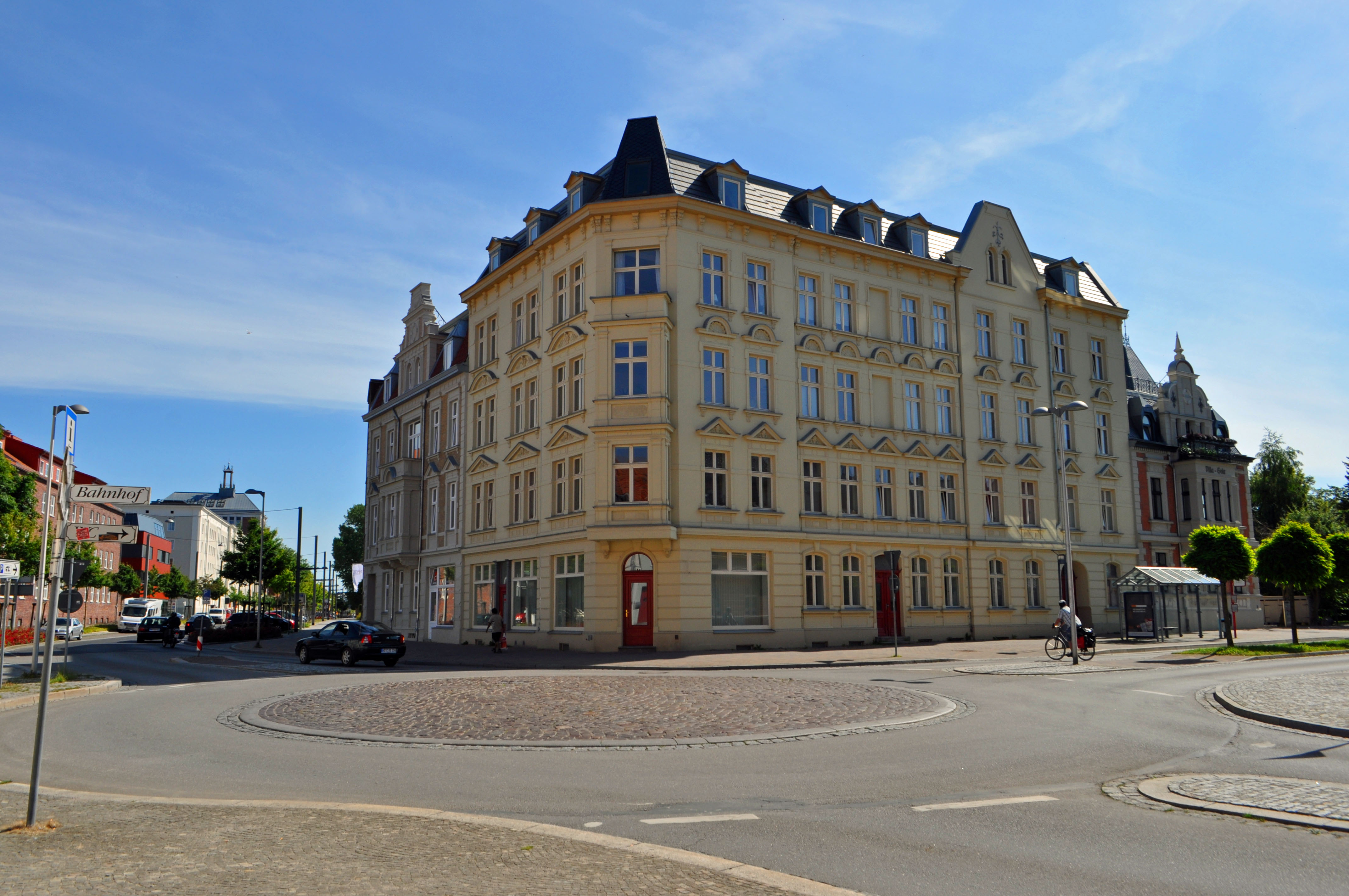
Haus Frankendamm 1 / Frankenwall 27 in Stralsund (2013)

Das Gebäude mit der postalischen Adresse Frankendamm 1 bzw. Frankenwall 27 ist ein denkmalgeschütztes Bauwerk am Frankendamm in Stralsund an der Ecke zum Frankenwall.
Der viergeschossige Putzbau wurde im Jahr 1899 errichtet.
Sechs Achsen weist das Gebäude zum Frankendamm auf und elf Achsen zum Frankenwall. Die abgeschrägte Ecke wird durch einen Erker betont. Die Fassade ist durch unterschiedlich gestaltete Fensterverdachungen aufgelockert.
Das Haus steht im Randgebiet des von der UNESCO als Weltkulturerbe anerkannten Stadtgebietes des Kulturgutes Historische Altstädte Stralsund und Wismar. In die Liste der Baudenkmale in Stralsund ist es mit der Nummer 194 eingetragen.